# Pieczęć stanowa Wirginii Zachodniej

Pieczęć stanowa Wirginii Zachodniej

Pieczęć stanowa Wirginii Zachodniej przedstawia tarczę herbową, na której jest data 20 czerwca 1863. Tego dnia powstał ten stan poprzez oderwanie się od należącej do Skonfederowanych Stanów Ameryki Wirginii i przyłączył się do Unii. Herb podtrzymywany przez przedstawicieli najważniejszych zawodów w tym regionie – rolnika i górnika. Czapka frygijska i karabiny przypominają, że stan zdobył wolność i będzie jej bronić.
W otoku pieczęci nazwa stanu i dewiza (pol.) "Mieszkańcy gór zawsze wolni".